# ایست لیبرتی (اوهایو)
ایست لیبرتی (به انگلیسی: East Liberty) یک منطقهٔ مسکونی در ایالات متحده آمریکا است که در شهرستان لوگان، اوهایو واقع شده‌است.